# Kællingetand
Kællingetand (Lotus) er en slægt med flere end 125 arter, som er udbredt på alle kontinenter (undtagen Antarktis), hvor de findes i plantesamfund fra lavlandet til de alpine toppe på bjergene. Det er oftest flerårige, urteagtige planter med trekoblede blade og to akselblade af samme størrelse som småbladene. Blomsterne er samlet endestillede, hovedagtige halvskærme med tre til ti blomster i hver. De enkelte blomster er 5-tallige og uregelmæssige (typiske ærteblomster) med gule eller orangerøde kronblade. Frugterne er hornagtigt krummede bælge med nogle få frø.

## Arter
Nogle af arterne i slægten. De tre sidstnævnte er vildtvoksende i Danmark.
- Duenæb (Lotus berthelotii)
- Fugleklokællingetand (Lotus ornithopodiodes)
- Aspargesært (Lotus tetragonolobus)
- Sumpkællingetand (Lotus uliginosus)
- Smalbladet kællingetand (Lotus tenuis)
- Almindelig kællingetand (Lotus corniculatus)

### Andre arter
| - Lotus aboriginus - Lotus aduncus - Lotus aegaeus - Lotus alamosanus - Lotus alpinus - Lotus angustissimus - Lotus arabicus - Lotus arborescens - Lotus arenarius - Lotus argophyllus - Lotus argyraeus - Lotus argyrodes - Lotus assakensis - Lotus australis - Lotus benthamii - Lotus biflorus - Lotus borbasii - Lotus brunneri - Lotus burttii - Lotus campylocladus - Lotus castellanus - Lotus chazaliei - Lotus chihuahuanus - Lotus coccineus - Lotus collinus - Lotus conimbricensis - Lotus conjugatus - Lotus crassifolius - Lotus creticus - Lotus cruentus - Lotus cytisoides - Lotus delortii | - Lotus dendroideus - Lotus denticulatus - Lotus digii - Lotus discolor - Lotus drepanocarpus - Lotus dumetorum - Lotus dvinensis - Lotus edulis - Lotus elisabethae - Lotus emeroides - Lotus eriosolen - Lotus formosissimus - Lotus garcinii - Lotus gebelia - Lotus glareosus - Lotus glaucus - Lotus glinoides - Lotus goetzei - Lotus grandiflorus - Lotus greenei - Lotus halophilus - Lotus hamatus - Lotus haydonii - Lotus heermannii - Lotus hillebrandii - Lotus hintoniorum - Lotus holosericeus - Lotus humistratus - Lotus incanus - Lotus intricatus - Lotus jacobaeus - Lotus jolyi | - Lotus junceus - Lotus kunkelii - Lotus lalambensis - Lotus lancerottensis - Lotus lanuginosus - Lotus longisiliquosus - Lotus loweanus - Lotus macranthus - Lotus macrotrichus - Lotus maritimus - Lotus maroccanus - Lotus mascaensis - Lotus mearnsii - Lotus micranthus - Lotus mollis - Lotus namulensis - Lotus nevadensis - Lotus nubicus - Lotus nuttallianus - Lotus oblongifolius - Lotus oliveirae - Lotus ononopsis - Lotus oroboides - Lotus oxyphyllus - Lotus palaestinus - Lotus palustris - Lotus parviflorus - Lotus pedunculatus - Lotus peregrinus - Lotus pinnatus - Lotus plebeius - Lotus polyphyllus | - Lotus preslii - Lotus procumbens - Lotus purpureus - Lotus rigidus - Lotus rubriflorus - Lotus salsuginosus - Lotus schoelleri - Lotus scoparius - Lotus sessilifolius - Lotus spartioides - Lotus stenodon - Lotus stipularis - Lotus strictus - Lotus strigosus - Lotus subbiflorus - Lotus subpinnatus - Lotus tetraphyllus - Lotus torulosus - Lotus unifoliolatus - Lotus utahensis - Lotus weilleri - Lotus wildii - Lotus wrangelianus - Lotus wrightii - Lotus yollabolliensis |